# 1931년 밋지나 지진
1931년 밋지나 지진(영어: 1931 Myitkyina earthquake) 또는 1931년 까마잉 지진(1931 Kamaing earthquake)는 1931년 1월 28일 새벽 2시 39분(현지 시간) 당시 영국령 인도에 속한 미얀마 북부에서 발생한 지진이다. 지진 규모는 모멘트 규모 기준 Mw7.6으로 기록되었으며 진원 깊이는 일부 출처에서는 35 km로 잡는 반면, 포 M. M.의 연구에서는 5 km~30 km로 얕았다고 본다.
진동은 매우 격렬했고 최소 30초 동안 지속되었다. 최대진도는 수정 메르칼리 진도 계급 기준 IX에 달했으며, 지반 균열이 다수 발생하고 모래폭풍도 일었다고 한다. 지진 자체는 인도판과 순다판 사이에 있는 대륙 내 변환단층인 저가잉 단층 북부를 따라 발생했으며, 단층이 미끄러지면서 발생했을 것으로 추정된다. 북위 22도 지점의 저가잉 단층은 폭이 약 10 km로 매우 작다. 25도 30분에서 26도 사이 저가잉 단층은 이보다 넓어 단층 전단대 폭이 약 70 km에 달하며, 4개 분기단층이 존재한다.

## 같이 보기
- 미얀마의 지진 목록
- 1931년 지진 목록